# Supercoppa Sudamericana
La Supercoppa Sudamericana (in spagnolo: Supercopa sudamericana, in portoghese: Supercopa Sulamericana), conosciuta anche come Supercoppa Libertadores o Supercoppa João Havelange (da non confondersi con la Copa João Havelange), fu una competizione calcistica tenutasi tra il 1988 e il 1997.

## Storia
La prima Supercoppa Sudamericana fu ideata dalla CONMEBOL per determinare il rappresentante continentale del Sud America per la Supercoppa dei Campioni Intercontinentali. Nel 1969 e nel 1970 si tennero due edizioni, vinte rispettivamente da Santos e Peñarol; il torneo venne poi accantonato dal 1971 al 1987, ma nel 1988 la Federazione sudamericana riprese la competizione, stavolta ammettendovi le 13 squadre che negli anni precedenti erano riuscite ad aggiudicarsi almeno una Coppa Libertadores. Nel corso delle edizioni si aggiunsero altre 4 squadre, a seguito della vittoria nella Libertadores, e il Vasco da Gama, che si era aggiudicato nel 1948 l'unica Coppa dei Campioni del Sudamerica che fu ufficialmente riconosciuta nel 1994 dalla CONMEBOL come l'antesignana della Coppa Libertadores. Nel 1997 si disputò l'ultima Supercoppa, che venne sostituita da due competizioni parallele: la Coppa Mercosur e la Coppa Merconorte.

## Albo d'oro
| Anno | Campione        | Finalista     | Risultato andata | Risultato ritorno |
| ---- | --------------- | ------------- | ---------------- | ----------------- |
| 1988 | Racing Club     | Cruzeiro      | 2 - 1            | 1 - 1             |
| 1989 | Boca Juniors    | Independiente | 0 - 0            | 0 - 0 (5-3 dtr)   |
| 1990 | Olimpia         | Nacional      | 3 - 0            | 3 - 3             |
| 1991 | Cruzeiro        | River Plate   | 0 - 2            | 3 - 0             |
| 1992 | Cruzeiro        | Racing Club   | 4 - 0            | 0 - 1             |
| 1993 | São Paulo       | Flamengo      | 2 - 2            | 2 - 2 (5-3 dtr)   |
| 1994 | Independiente   | Boca Juniors  | 1 - 1            | 1 - 0             |
| 1995 | Independiente   | Flamengo      | 2 - 0            | 0 - 1             |
| 1996 | Vélez Sarsfield | Cruzeiro      | 1 - 0            | 2 - 0             |
| 1997 | River Plate     | São Paulo     | 0 - 0            | 2 - 1             |

## Statistiche
| Nazione   | Titoli | Squadre            | Titoli | Anno di ammissione |
| --------- | ------ | ------------------ | ------ | ------------------ |
| Argentina | 6      | Argentinos Juniors | 0      | 1988               |
| Argentina | 6      | Boca Juniors       | 1      | 1988               |
| Argentina | 6      | Estudiantes (LP)   | 0      | 1988               |
| Argentina | 6      | Independiente      | 2      | 1988               |
| Argentina | 6      | Racing Club        | 1      | 1988               |
| Argentina | 6      | River Plate        | 1      | 1988               |
| Argentina | 6      | Vélez Sarsfield    | 1      | 1995               |
| Brasile   | 3      | Cruzeiro           | 2      | 1988               |
| Brasile   | 3      | Flamengo           | 0      | 1988               |
| Brasile   | 3      | Grêmio             | 0      | 1988               |
| Brasile   | 3      | Santos             | 0      | 1988               |
| Brasile   | 3      | San Paolo          | 1      | 1992               |
| Brasile   | 3      | Vasco da Gama      | 0      | 1995               |
| Cile      | 0      | Colo-Colo          | 0      | 1991               |
| Colombia  | 0      | Atlético Nacional  | 0      | 1989               |
| Paraguay  | 1      | Olimpia            | 1      | 1988               |
| Uruguay   | 0      | Nacional           | 0      | 1988               |
| Uruguay   | 0      | Peñarol            | 0      | 1988               |